# トルクメニスタンの国章

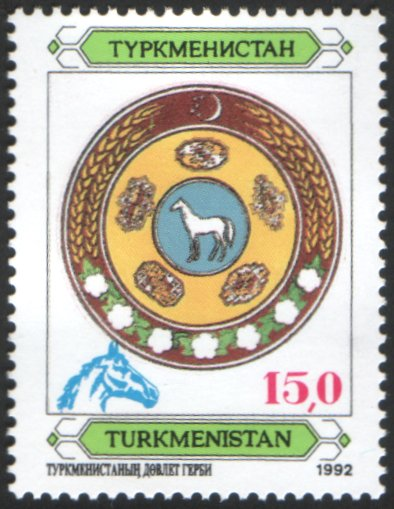
トルクメニスタンの郵便切手に描かれた国章（1992年）

トルクメニスタンの国章（トルクメニスタンのこくしょう）は、1991年のソビエト連邦の崩壊によりトルクメニスタンが独立した後に制定されたものであり、色やシンボルなどにトルクメニスタンの国旗と共通点が多い。

## 構成要素
エンブレム全体の形は、ルブ・エル・ヒズブ（Rub El Hizb, ۞ ）と呼ばれる八芒星で、トルクメニスタンの多数派の宗教であるイスラム教を象徴する。ルブ・エル・ヒズブの内部は緑色で縁は金色であり、中央には赤い円がある。円の周囲は小麦の束が囲み、下には7つの白い木綿の花が、頂上にはイスラムのシンボルである白い三日月と星がある。赤い円の内部には、国旗に見られるのと同じ5つのトルクメン絨毯の模様があり、青い小さな円を取り囲んでいる。青い円の中にはアハルテケ（アカール＝テケ、Akhal-Teke）と呼ばれる、トルクメン人の誇りである優れた馬の品種が描かれている。1992年から2003年にかけては、ルブ・エル・ヒズブを使わず全体の形が円形で色も若干異なる国章が用いられていた。
5つの伝統的な絨毯模様はトルクメンの5つの代表的な部族を、また国の伝統的・宗教的価値観を表している。これらの部族とは、テケ（Teke / Tekke）、ヨムト（Yomut / Yomud）、アルサリ（Arsary / Ersary）、チョウドゥル（Chowdur / Choudur）、サリク（Saryk / Saryq）を指す。サリル（Salyr / Salor）など近代以前に戦いに敗れて没落した部族はここでは表されていない。また小規模な部族や、部族内部の支族なども表されない。
緑と赤の色は、トルクメンの人々により歴史的に崇拝されていた色である。小麦の束は、トルクメンの人々が客人を「パンと塩」でもてなす習慣に由来する。小麦の束の頂上にある三日月と星はイスラムの象徴であるのと同時に、トルコをはじめテュルク系の国の国旗や国章にはよく登場する象徴である。白い三日月は、将来は満ちて輝くという国の希望を表し、5つある星はトルクメニスタンの5つの州、すなわちアハル州・バルカン州、ダショグズ州、レバプ州、マル州を指す。

トルクメニスタンの国章（1992年-2000年）
トルクメニスタンの国章（2000年-2003年）

## 独立以前の国章

### ロシア帝国期

ザカスピ州の州章

### ソビエト連邦期

ブハラ人民ソビエト共和国の国章
トルクメン・ソビエト社会主義共和国の国章（1924年-1937年）
トルクメン・ソビエト社会主義共和国の国章（1937年以降）
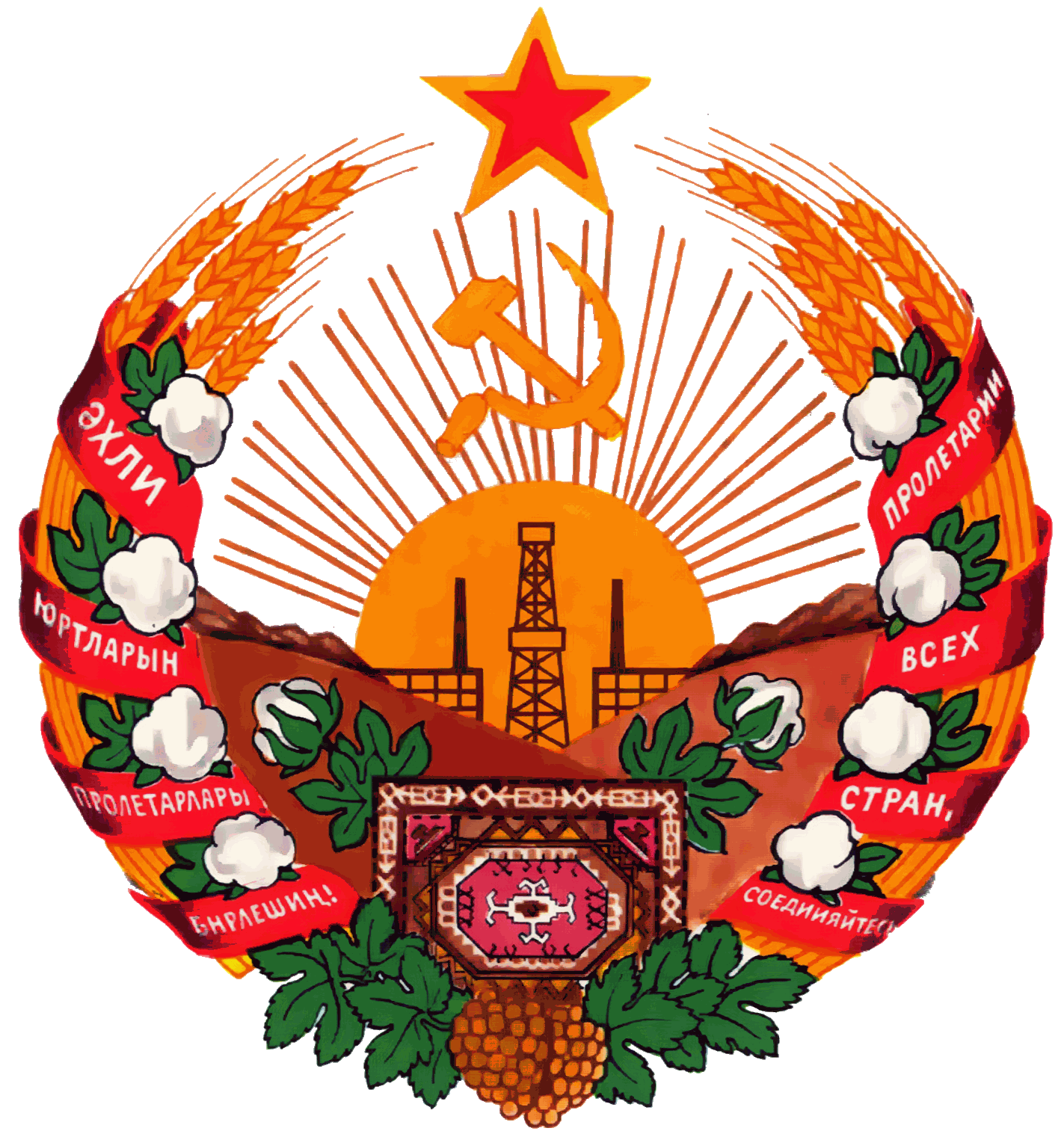
トルクメン・ソビエト社会主義共和国の国章（別の仕様、1937年以降）

1991年の独立以前、トルクメン・ソビエト社会主義共和国はソビエト連邦の国章に類似したデザインの国章を用いていた。赤い星に鎌とハンマーが描かれ、石油採掘用のリグとパイプラインが大地に立ち、その周りを小麦と木綿の束、ブドウの房、トルクメンの絨毯模様（どの部族も象徴しない模様のもの）が配置されていた。また「万国の労働者団結せよ」のスローガンがトルクメン語とロシア語で書かれた赤いリボンが小麦と木綿の束を巻いていた。